# Ludwik Kazimierz Łączyński
Ludwik Kazimierz Łączyński herbu Kościesza, ros. Людвиг Казимир Ланчинский (ur. ok. 1680, zm. w 17 listopada 1752 w Wiedniu) – dyplomata rosyjski.
Pochodził z polskiej szlachty. Do rosyjskiej służby dyplomatycznej wstąpił w marcu 1705, pełniąc funkcje tłumacza hrabiego A. A. Matwiejewa m.in. w Hadze (1705-1712), Londynie (1707-1708), Dreznie (1712) i Wiedniu (1712-1715). W 1712 stał się znanym osobiście Piotrowi I w czasie jego pobytu w Dreźnie. Następnie Łączyński był przedstawicielem Rosji w Wiedniu (od kwietnia do sierpnia 1715), sekretarzem i ministrem-rezydentem w Gdańsku (1717-1718), sekretarzem poselstwa w Berlinie, i od 1720 ponownie w Wiedniu, w latach 1721-1725 pełniąc funkcję ministra-rezydenta, 1725-1752 - posła. W uznaniu zasług wielokrotnie go wyróżniano - w 1724 przyznano tytuł szambelana, w 1741 rangę tajnego radcy i 13 lutego 1745 został odznaczony Orderem Św. Aleksandra Newskiego.